# Jan Schleiss
Jan Schleiss (* 1. září 1994, Plzeň) je český profesionální hokejista hrající za tým HC Škoda Plzeň.

## Kluby podle sezón
- 2003/2004 HC Lasselsberger Plzeň
- 2004/2005 HC Lasselsberger Plzeň
- 2005/2006 HC Lasselsberger Plzeň
- 2006/2007 HC Lasselsberger Plzeň
- 2007/2008 HC Lasselsberger Plzeň
- 2008/2009 HC Lasselsberger Plzeň
- 2009/2010 HC Plzeň 1929
- 2010/2011 HC Plzeň 1929
- 2011/2012 HC Plzeň 1929
- 2012/2013 HC Škoda Plzeň
- 2013/2014 HC Škoda Plzeň
- 2014/2015 HC Škoda Plzeň, HC Rebel Havlíčkův Brod
- 2015/2016 HC Škoda Plzeň
- 2016/2017 HC Škoda Plzeň
- 2017/2018 HC Škoda Plzeň
- 2018/2019 HC Vítkovice Ridera
- 2019/2020 HC Vítkovice Ridera
- 2021/2022 HC Škoda Plzeň
- 2022/2023 HC Škoda Plzeň
- 2023/2024 HC Škoda Plzeň
- 2024/2025 HC Škoda Plzeň